# In deinen Händen
In deinen Händen (im Original: Forbrydelser) ist ein dänischer Dogma-Film der Regisseurin Annette K. Olesen, der im Jahr 2004 in Dänemark gedreht wurde.

## Handlung
Anna hat gerade ihr Theologiestudium beendet und erhält überraschend eine Vertretungsstelle als Pastorin in einem Frauengefängnis. Gleichzeitig wird Kate in das Gefängnis eingeliefert. Der Film schildert abwechselnd die Situation der beiden Frauen. 
Anna geht voller Optimismus an ihre neue Arbeit heran. Obwohl sie vor allem sympathisch und offen wirkt und häufig von der christlichen Vergebung aller Schuld predigt, zeigt der Film auch einige Szenen, in denen sie eitel oder unprofessionell agiert, überfordert ist oder auf die Insassinnen herabsieht. Privat hat Anna lange erfolglos versucht, schwanger zu werden. Unerwartet fällt nun ein Schwangerschaftstest positiv aus. 
Annas Interesse an Kate wird geweckt, als sie erfährt, dass man Kate übersinnliche Kräfte nachsagt und Kate ihr tatsächlich korrekt voraussagt, dass sie schwanger sei. Die Insassinnen berichten, dass Kate ihren eigenen Drogenentzug in einem Tag überstanden habe und auch anderen beim Entzug helfen könne. Kate selbst ist sehr zurückhaltend und still, wird aber zutraulich, als die anderen Insassinnen zunehmend ihre Nähe suchen. Zugleich verliebt sich Kate in einen Gefängniswärter. Kate nähert sich auf diese Weise mehreren Menschen langsam an, muss aber zugleich verbergen, dass sie während ihrer Drogensucht ihre Tochter hat sterben lassen. Ein solches Delikt macht eine Insassin zu Freiwild. 
Der Konflikt zwischen Anna und Kate entsteht, als Anna von einem genetischen Defekt ihres Embryos erfährt und eine Abtreibung erwägt. Es wird deutlich, dass sie nicht mit Schuld – der eigenen und der von Kate – umgehen kann. Vor ihrem Abtreibungstermin geht sie betrunken ins Gefängnis und brüllt dort Kate in ihrer Zelle an, dass sie ihre Tochter habe verdursten lassen. Die anderen Insassinnen wissen nun von Kates Delikt und isolieren sie. Kate begeht daraufhin Selbstmord.

## Produktion und Veröffentlichung
Der Film wurde anlässlich des zehnjährigen Jubiläums des Dogma-95-Manifests angefertigt. Das Drehbuch stammt von Kim Fupz Aakeson und Annette K. Olesen. Die Produktion wurde unter der Regie von Annette K. Olesen ausgeführt, die Musik schrieb Jeppe Kaas. 
Premiere des Films war am 23. Januar 2004 in Dänemark. In die deutschen Kinos kam er am 9. September 2004. Es folgten weitere Veröffentlichungen unter anderem in den Niederlanden, der Schweiz und den USA. In deinen Händen erschien auch auf DVD, in Deutschland bei Euro Video.

## Rezeption
Der Film gilt als einer der letzten Dogma-Filme und wurde 2004 für den goldenen Bären nominiert. Ann Eleonora Jørgensen erhielt für ihre Rolle der Anna 2004 den Zuschauerpreis auf dem Internationalen Frauenfestival in Bordeaux.
Das Lexikon des internationalen Films schrieb, der Film sei ein „herausfordernder Film, dessen stilistische Eigenheiten den Blick für fundamentale Lebenseinstellungen schärfen“ würden.
Die Deutsche Film- und Medienbewertung FBW in Wiesbaden verlieh dem Film das Prädikat besonders wertvoll.